# William Sharp (graveur)
Pour les articles homonymes, voir Sharp.
William Sharp (29 janvier 1749, Londres - 25 juillet 1824, Chiswick), est un graveur britannique.

## Biographie
Né à Londres, il étudie auprès de Barak Longmate (1738-1793). De conviction républicaine, il est proche de Thomas Paine et John Horne Tooke. Converti aux enseignements de Mesmer et de Swedenborg, il subit l'influence du prophète millénariste Richard Brothers, puis de la prophétesse Joanna Southcott.
Sa réputation avait franchi les frontières, il était membre honoraire de l'Académie des beaux-arts de Vienne et de l'Académie des beaux-arts de Munich

## Œuvres

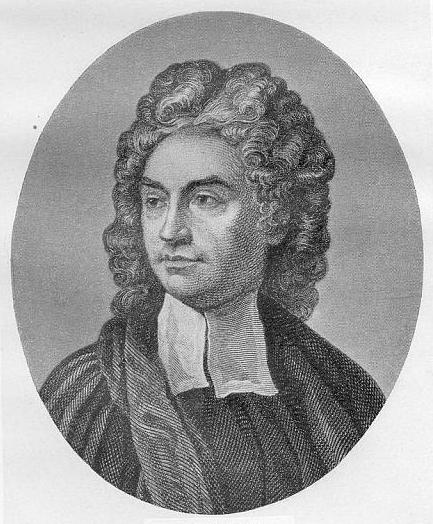
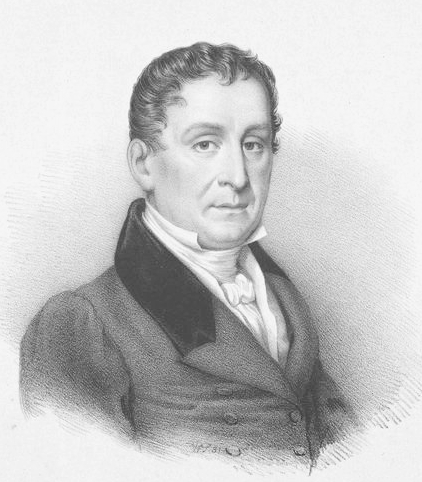
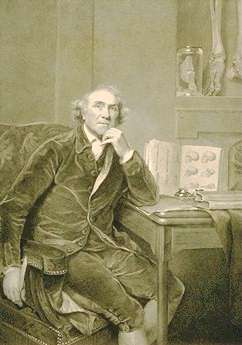
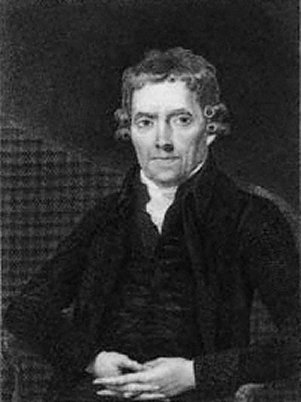
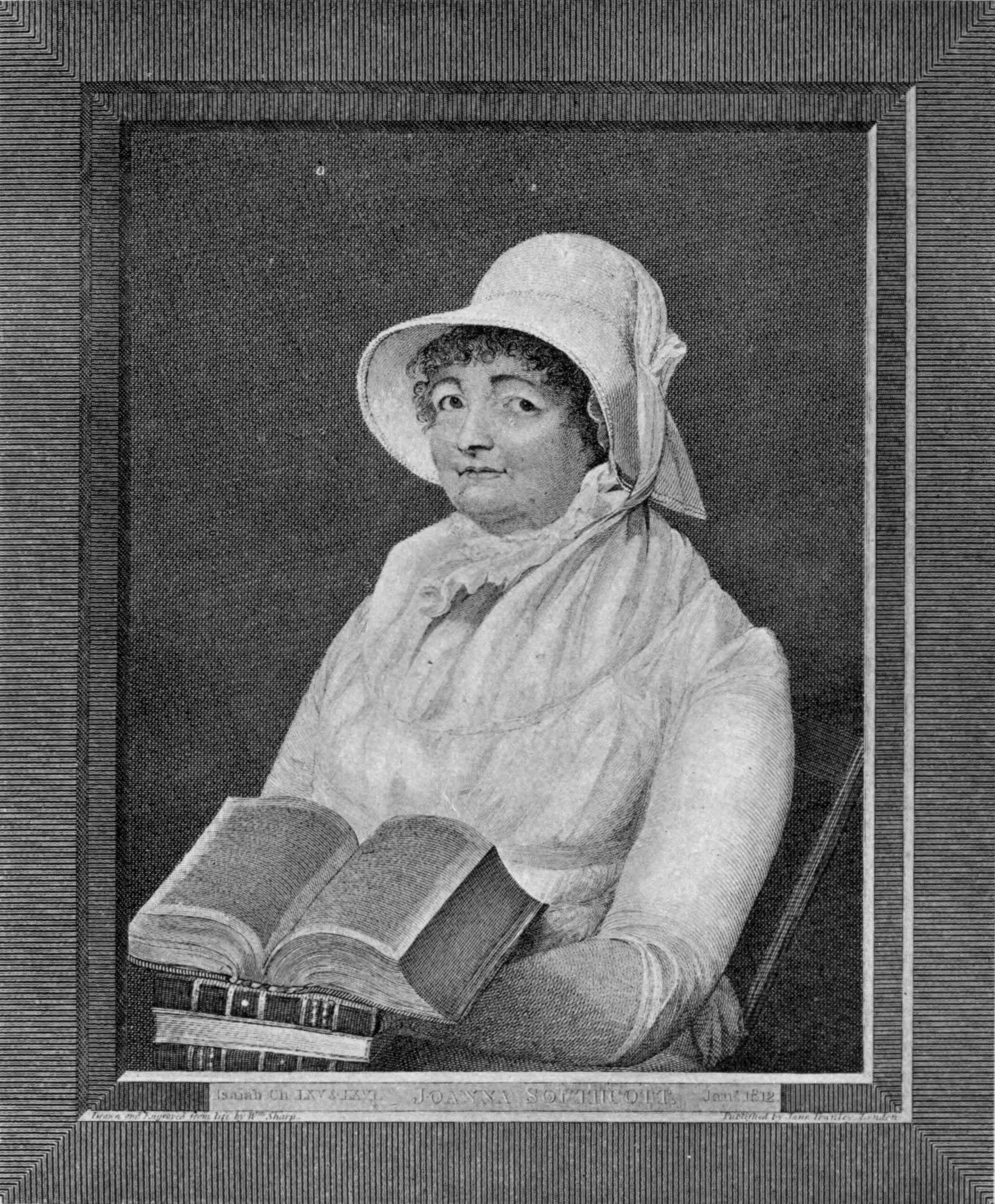
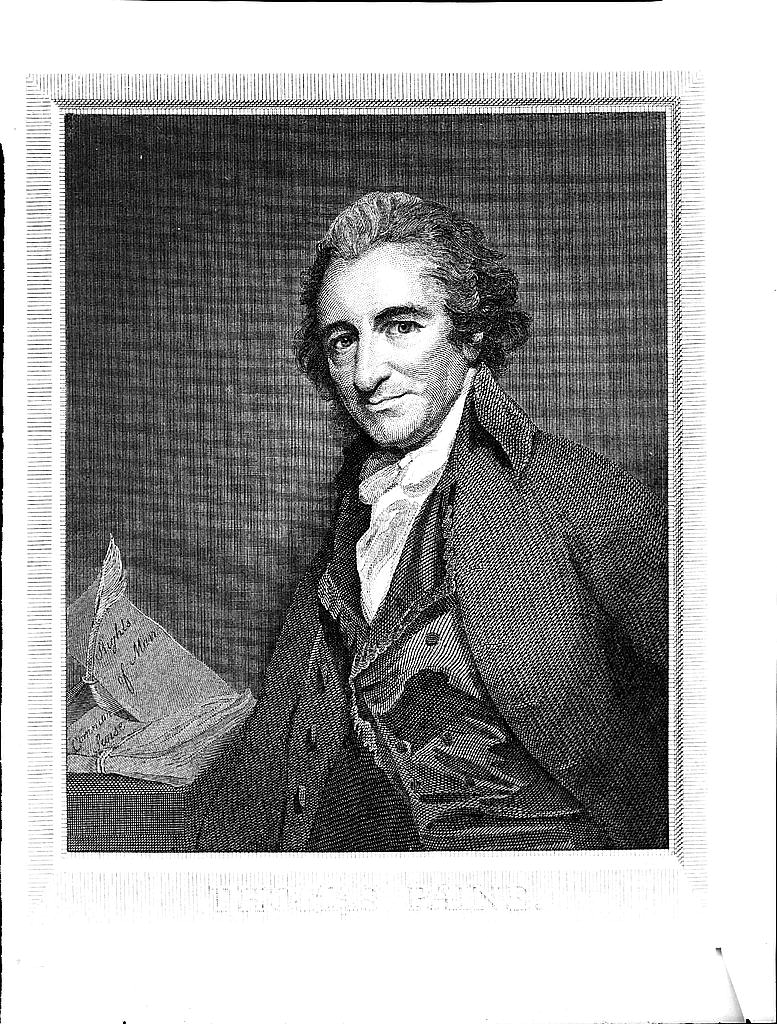